# Жебри-Славкі
Жебри-Славкі (пол. Żebry-Sławki) — село в Польщі, у гміні Ольшево-Борки Остроленцького повіту Мазовецького воєводства.
Населення — 76 осіб (2011).
У 1975-1998 роках село належало до Остроленцького воєводства.

## Демографія
Демографічна структура станом на 31 березня 2011 року:
|          | Загалом | Допрацездатний вік | Працездатний вік | Постпрацездатний вік |
| -------- | ------- | ------------------ | ---------------- | -------------------- |
| Чоловіки | 37      | 9                  | 27               | 1                    |
| Жінки    | 39      | 9                  | 21               | 9                    |
| Разом    | 76      | 18                 | 48               | 10                   |